# 斯多葛主義

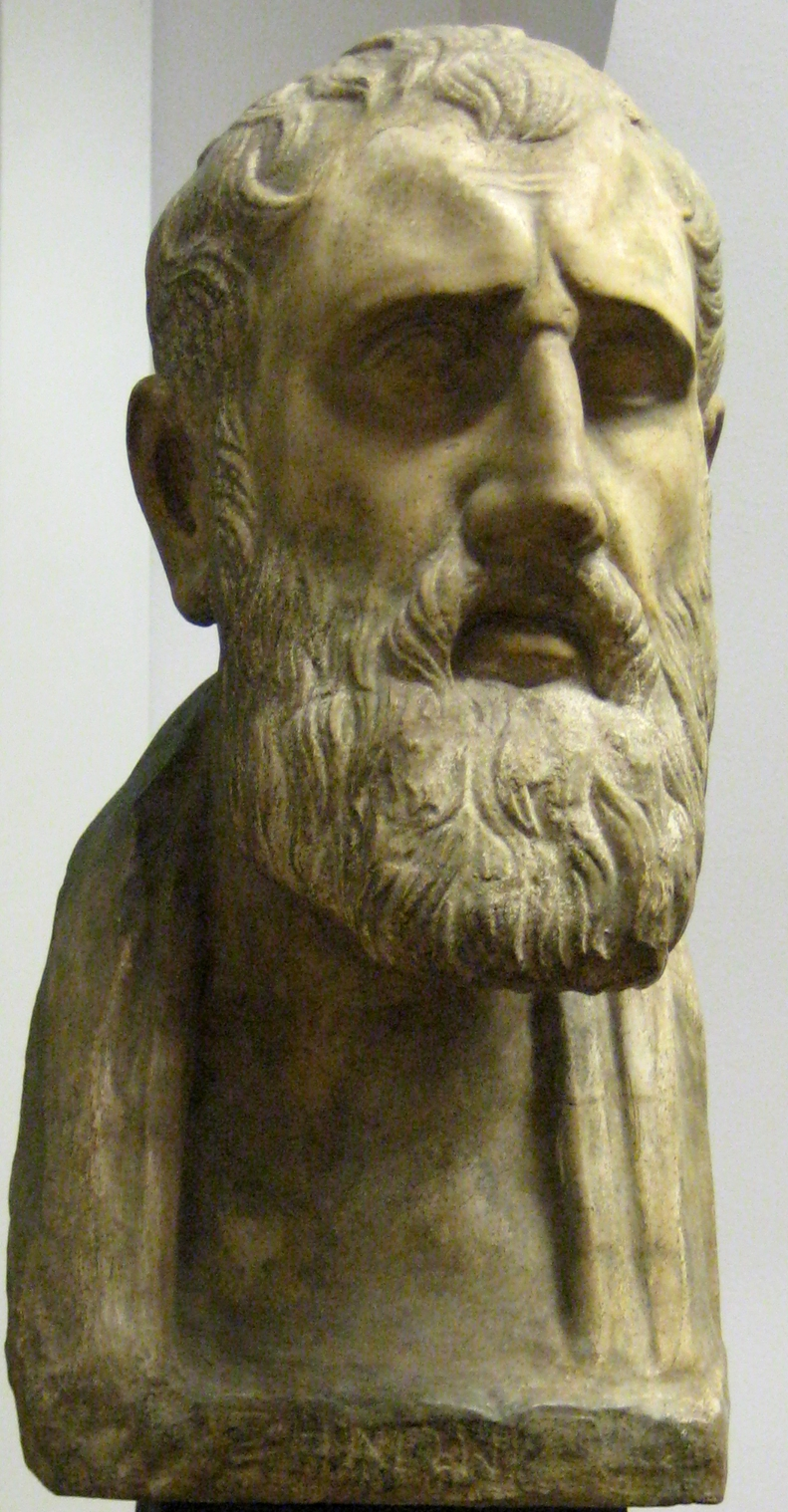
斯多噶派始創人芝諾雕像

斯多葛主義（英語：Stoicism）是季蒂昂的芝诺於西元前3世紀早期在雅典創立的希腊化哲学流派。该流派关注个人幸福与德性伦理，借助自身的世界观与逻辑体系，它主张德行的实践是达成幸福——享受一种道德的生活——的必要且充分条件。斯多葛主義认为，通往幸福的路途需实践枢德，并遵循自然。
斯多葛主义最著名的教诲是“美德是唯一的善”，而那些外部事物，诸如健康、财富、愉悦等，本身不存在善与恶的区分（道德中性），而是“为美德行动提供材料”。斯多葛主义与亚里士多德伦理学一起，为德性倫理學建立了基础。斯多葛主义认为，部分恶的情绪来源于个人的错误判断，它主张人们应当保有一种“遵循自然”作出“决断”的意愿。因此，斯多葛主义评判个人哲学的标准不是依据他的言论，而是取决于他的行动。为达成一种好的生活，人应当首先理解自然状态，因为一切事物都根植于自然。
许多斯多葛主义哲学家，例如塞內卡和愛比克泰德，他们强调“德性足以达成幸福”，拥有高尚德性的圣人能抵御不幸的情绪，这种说法类似于“斯多葛式冷静（stoic calm）”。
芝诺在雅典時常「在門廊」（希臘語發音為斯多噶）講學，傳人有克雷安德與克呂西普；在羅馬帝國，代表思想家有塞內卡、愛比克泰德，以及罗马皇帝馬爾庫斯·奧列里烏斯。自公元4世纪基督教成为罗马帝国国教后，斯多葛主义开始衰落。自那时起，该哲学流派有过多次复兴，包括文艺复兴时期的新斯多葛主义以及现今的当代斯多葛主义。

## 名称

### 起源
斯多葛主义最初被称为芝诺主义，以其创立者芝诺命名。但这个名称很快就被抛弃了，因为斯多葛主义者们并不认为该流派创立者是全然智者，并且也为避免它发展成个人崇拜。
斯多葛主义的名称来自斯多噶柱廊（古希腊语：ἡ ποικίλη στοά），列柱位于雅典北部阿哥拉一处神话与历史遗迹，芝诺常在此讲学。因此，斯多葛哲学有时也被简称为“斯多噶”，或是“门廊哲学”。

### 现代使用
在现代英语中，stoic 一词常用于形容某人无视痛苦、愉悦、悲伤、快乐等情绪。这种“压抑情感或保持耐心”的用法最初于1579年作为名词使用，于1596年开始作为形容词。与另一哲学术语“伊比鸠鲁主义”不同，斯坦福哲学百科全书指出，“英文形容词 stoical 与它的原始哲学意义没有显著差别”。

## 发展历史

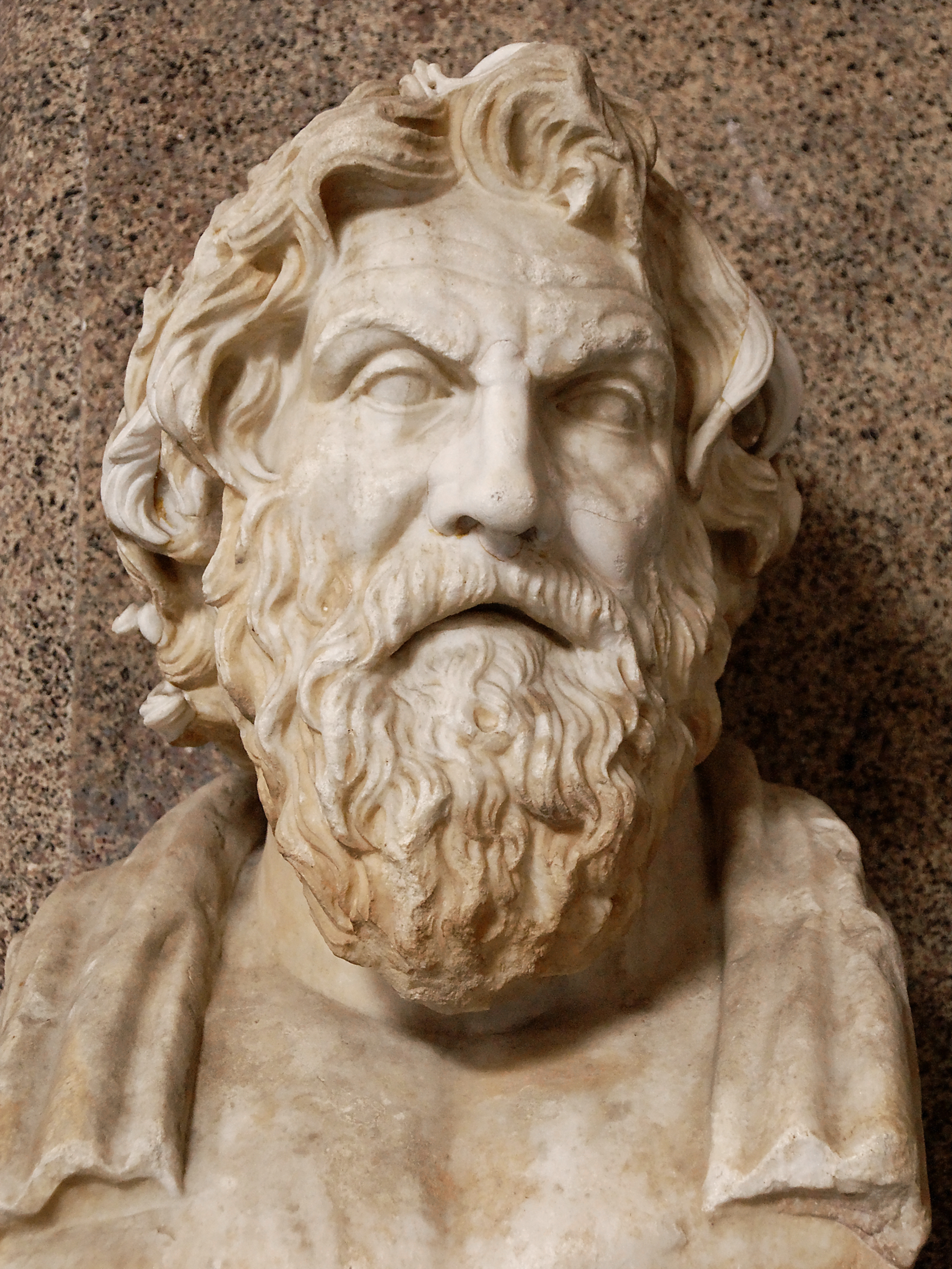
犬儒学派创始者安提西尼

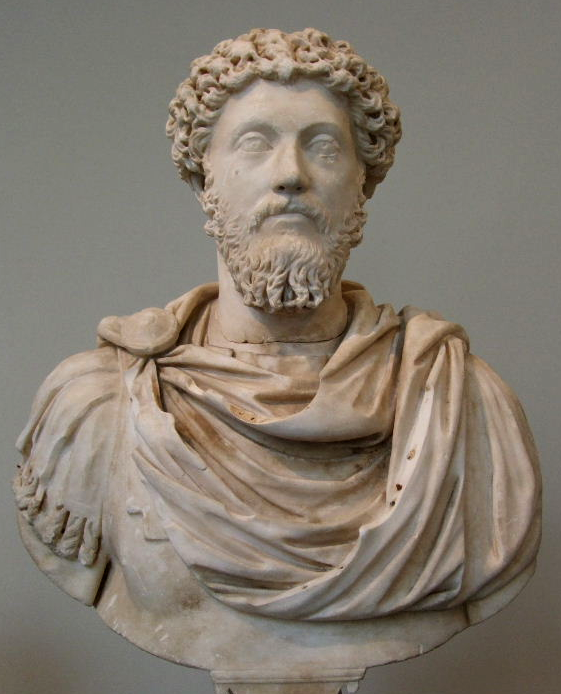
斯多葛派羅馬皇帝馬爾庫斯·奧列里烏斯雕像

前3世紀早期，腓尼基人芝諾創立斯多葛派，学派名称来自芝诺经常讲演的地点斯多噶柱廊。与同时期的其它学派（例如伊比鳩魯學派）不同，芝诺选择在公共场合宣讲他的哲学理论，他将这一场所选在雅典北部的一处柱廊，在此处可以俯瞰阿哥拉的市集。
芝诺的学说发展自苏格拉底弟子安提西尼创立的犬儒学派。芝诺的追随者中最具影响力的是克律西波斯，他将芝诺的学说修改并整理成为了斯多葛主义。后世罗马帝国的斯多葛主义者主张个人自制，引领一种与宇宙和谐一致的生活。
学者一般把斯多葛主义分为三个发展阶段：
1. 早期，从芝诺创立学说到塔爾蘇斯的安提帕特（英语：Antipater of Tarsus）；
2. 中期，包括帕奈提乌斯和波希多尼的发展时期。
3. 晚期，相关理论家包括莫索尼乌斯·鲁弗斯、塞內卡、愛比克泰德、馬爾庫斯·奧列里烏斯。

前两个阶段的完整著作都已遗失，目前尚存的仅有斯多葛主义晚期作品。
在希臘化時代及罗马帝国，斯多葛主义成为了最流行的哲学流派。羅馬帝國时期，1世紀時的大臣塞內卡、出身奴隸的愛比克泰德，以及2世紀羅馬皇帝马尔库斯·奥列里乌斯，都是斯多噶派的代表學者，最後者著有《沉思錄》。亞歷山大城的希臘文法學家迪斯科洛斯也深受斯多噶派影響。:446 据吉尔伯特·默里所说，当时“几乎所有亚历山大大帝后的继业者......都自称是斯多葛主义者。”

## 基本思想
哲学不能为人的外物作出任何保证，否则它就承认了独立于主观物质外的某种东西。木匠的材料是木头，雕刻家的材料是黄铜，而人的生活艺术的材料则是各自的人生。——爱比克泰德，《爱比克泰德论说集》
斯多葛主义为宇宙提供了单一图景，它由逻辑观念、一元论物理以及自然主义伦理学构成。斯多葛主义者强调，人类知识的发展应当以道德为先，不过后世哲学最看重的是该学派的逻辑理论。
斯多葛主义主张自控以及面对困顿情绪时的坚毅。它认为人们应当致力成为一个无偏向的思考者，只有这样才能理解宇宙的因由（逻各斯）。斯多葛主义的首要关注是个人伦理道德的提升：“与宇宙相和谐与服从自然（神）的意志是一回事”。 该哲学也关注人与人之间的关系，它主张人们应当“抛弃愤怒、怨恨和妒忌，” 并认为即使奴隶“也和别人是同样的人，因为所有人类都是自然的产物。”
斯多葛哲学拥护决定论观点。克里安西斯曾说不理解斯多葛哲学的恶人“就像是被拴在车后面的一条狗，不得不随着车子一起走。” 相反，信奉斯多葛主义的人会尝试修正自己的意志，使之与世界进程相一致，并仍保留有如爱比克泰德所说的“有病然而幸福，处于危险然而幸福，临于死亡然而幸福，颠沛流离然而幸福，含诟忍辱然而幸福”，因此他也便具备了“全然的幸福”，宇宙本身就与个人意志结合为了单一的决定论整体。这种观点被描述为“古典泛神论”，并在后来由荷兰哲学家斯宾诺莎接受与发展。

### 泛神论
斯多葛派秉持泛神主義物質一元論，反對任何形式的二元論，特別是柏拉圖的二元論、精神世界和物質世界的二元對立、靈魂與身體的二元對立，甚至理性與非理性的二元對立。斯多葛派認為，宇宙是单一的神聖實體，由神、人和自然共同組成。宇宙是統一體，自然、人和神是一體的。斯多葛派的倫理學和靈魂論建立在物理學上:1、43，「神」是宇宙靈魂和智慧，此惟一的精神，分散於物質個體之中，而神性的精粹和最高的智慧，則存在於「以太」中。:141-142 神的理性滲透整個宇宙，管理和掌握整個宇宙；人是由靈魂與身體共同組成，人的理性來自神的理性。因著理性，人意識到人的目的當是追求德行。人初生時，如同動物依照本能生活，及至成年，理性方發展出來。所有人都具有相同的理性，同屬於人類大家族，人要對他人有責任，愛人应如爱己。:44、1

### 宇宙观
斯多葛派認為世界有限而時間無限，世界不斷起滅，其中發生的事件，每一次都會重演重現。個體小「我」只有踏進和通過永恒的時間，才能成為內在於世界整體的一部份。斯多葛派有一格言：「依照自然而生活」，「自然」即宇宙運行的律則，受理性支配。人是自然的一部份，靈魂在自然中最偉大最高貴，理性也是人的主要特徵，成為人和禽獸的主要差別，「依照自然而生活」就是依照理性而行，使自然與人通為一。個體小「我」必須擴大自己，融合於整個大自然。小「我」的靈魂只有飛到高空，進入大自然的核心，才能成就最高度的充實和圓滿。靈魂喜愛在星辰之間翱翔，在那裡靈魂會得到豐富的營養，繼續成長，解除所有的束縛，回歸本源。:216-217。

## 逻辑理论

### 命题逻辑
芝诺的老师卡里亚雅苏斯的狄奥多罗斯曾提出命题逻辑的概念，这种逻辑与亚里士多德的传统逻辑有显著差别。后来，克律西波斯发展出了斯多葛逻辑体系，其中包含的推理系统被称为斯多葛直言三段论，它是亚里士多德直言三段论的替代。20世纪，基于命题的逻辑学有了重要突破，人们重新产生了对斯多葛逻辑的兴趣。苏珊·博兹恩曾表示，克律西波斯的逻辑理论与弗雷格的逻辑理论十分相似。博兹恩还写道：
克律西波斯关于逻辑学的著作多达300余本，几乎涵盖了现今逻辑研究的各个方面，包括言語行為理論、文句分析、单复数表达、谓词逻辑、指標性、存在量化、逻辑运算符、逻辑非、逻辑或、蕴涵、條件證法、有效性形式、演绎推理、命题逻辑、模态逻辑、时间逻辑、认识逻辑、指代逻辑、命令逻辑、歧義、和逻辑悖论。

### 范畴
斯多葛主义认为存有（ὄντα）皆为物质，尽管并不是一切事物（τινά）都是存有。除物质的存有外，它指出还存在有四类无形（asomata）事物：时间、位置、无、可说的言语。物质被认为只是“存在着”，因此整个宇宙并不会出现状态的变化。斯多葛主义者认同阿那克萨哥拉的说法（亚里士多德也是如此），假如一个物体是热的，那么只能是宇宙中的某种热质进入了该物体。与亚里士多德不同的是，斯多葛主义者将这种说法延伸到了所有的事物变化过程，他们会说，假如某个物体是红色的，那是因为宇宙中的某种红色物质进入了该物体。
斯多葛主义主张有四种范畴：
1. 实体（ὑποκείμενον）：它们是构成宇宙的主要物质。
2. 質（英语：Quality (philosophy)）（ποιόν）：物质构成个体事物的组织方式；在斯多葛物理理论中，该方式名为“Pneuma（英语：Pneuma (Stoic)）”，它是一种实体物质（类似空气）。
3. 其它不可归类之物（πως ἔχον）：不包含在事物内的特征，例如尺寸、形状、行为、姿态。
4. 不可归类之物与其它事物的关系（πρός τί πως ἔχον）：特征与其它现象的关系，例如某物相对另一物体在时间与空间中的位置。

斯多葛主义描绘了人们能够控制的自身行动、思想和反应的范畴。愛比克泰德在其《手册》开篇写道：“我们能够控制的是自己的观念、倾向、欲望、好恶，总而言之，是我们的一切行为。而我们无法掌控的事物是身体、财产、名望、命令，总而言之，是我们行为之外的东西。”这段话暗示了人的掌控范围是一个有限的空间。

### 认识论
斯多葛主义认为理智是获取知识的唯一途径，真理可借此与谬误区分——尽管在实践中，人们往往只能接近而无法完全达成真理。感官时刻接收外部世界的刺激，这些刺激从物体转到心灵，转移途中在心灵留下的印象即是想象（也称“感觉象”）。
心灵有能力判断（συγκατάθεσις, synkatathesis）——接受或拒绝——这种印象，这赋予了人们区分真实现实与虚假幻觉的能力。有些印象可迅速被心灵接受，而另一些则会遇上或多或少的犹豫，视犹豫程度不同，这些印象被称为意见（doxa）或信念。斯多葛主义认为，只有通过理智，人们才能获得世界的清晰理解，并因此信服（Katalepsis）。斯多葛式圣人可获得确定且真实的知识（Episteme），获得方法由专业同行的判断以及全体人类的验证来实现。

## 物理观念
斯多葛学派认为，宇宙是一种理性实体（逻各斯），或称为神或自然。 宇宙中的事物可分为两类，分为消极与主动。其中，消极实体即是物质，它们“随意散布，等待被赋予任意用途，无支配者时则处于闲置状态。”主动实体，也称为命運或宇宙因由（逻各斯），它是存在于以太中的智慧，或是一团原始的火，是消极实体的操纵者。
宇宙自身即是神，它的灵魂向外显示为世界的规则，它在心灵和理智中运作。它蕴含自然事物的本质，囊括一切存在。它包含所有可能的未来，包含一切事件的必然，包含火和以太，包含自然状态下的流变之物，诸如水、土地和空气，还有日月星辰，和所有其它普遍相通之物。——西塞罗，《论神性》i. 39
万物都服从命运法则，因为宇宙依据自身本性，以及掌控的消极物质的本性行动。人类和动物的灵魂出自这团原始的火，因此同样也是命运的仆人：
永远把宇宙看做一个活的东西，具有一个实体和一个灵魂；注意一切事物如何与知觉相关联，与一个活着的东西的知觉相关联；一切事物如何以一种运动的方式活动着；一切事物如何是一切存在的事物的合作的原因；也要注意那继续不断地纺线和网的各部分的相互关联。——马可·奥勒留，《沉思录》卷四 40
个体灵魂会在自然中分解，它们可以“改变和分解，通过融入宇宙的一种再生的智慧而获得一种如火焰一样的性质”。既然人与宇宙的基础皆为正确的理智，那么也就意味着人生的目标应当是遵循理智，也即依据自然行事。
斯多葛主义信奉宿命论和自然主义泛神论，它认为神从来不是超越的，而是内在于万物，并且等同于自然。亞伯拉罕諸教将神人格化为创造世界的实体，而斯多葛派则是将神等同为宇宙总体。斯多葛派的宇宙观与印度教思想类似，认为时间没有开端，而是不断往复轮回。同样，空间及宇宙也无始终，也处在不断轮回之中。当前宇宙处于当前的轮回阶段，而在此之前已发生无数次轮回，每次轮回都以毁灭（Ekpyrosis）和新生（Palingenesis）为终结，而后又接续着无数新的轮回。斯多葛派认为所有的存在都在循环，宇宙永恒的毁灭与新生（参见永恒轮回）。
据斯多葛派所言，逻各斯是万物运行背后的理智，或称世界之靈。逻各斯被认为是物质，并常被等同于神或自然。它还叙述了理智操纵消极实体所遵循的创生理智（logos spermatikos），或宇宙生成法则。人类也和宇宙其它事物一样，分有神圣的逻各斯，逻各斯是原始之火，控制并维持宇宙存在。
斯多葛派哲学家，尤其是克律西波斯，最先详细描述了有唯名论的争论。

## 伦理学
古代斯多葛主义常受误解，因为它使用的术语的意义在现代语境下已经有很大变化。如今，“斯多葛”一词常用于表示“无情绪”状态，或无视痛苦，因为斯多葛伦理学告诫人们摆脱“激情”控制，遵循“理智”指导。但是斯多葛主义并非要求人们完全抛弃情绪，相反，它认为人们应当有意的转变情绪，将其引向禁欲主义（askēsis），只有在这种状态下，人才可更理智的作出决断，并保持内在清醒。自律的方法是逻辑、反省和专注，自我克制被分为自控、节制和谦逊。
斯多葛伦理学引用了犬儒学派的说法，认为善是灵魂自身的状态，体现于智慧和自控。它强调：“依据理智行事”。因此，个体必须摆脱激情的控制，将“Pathos”——激情是“烦恼”与“苦难”的源头——牢记在心。也就是说，人们应当“消极的”对外部事件作出反应，而这与现代语境下使用的斯多葛一词有所差别。斯多葛主义中，与 pathos 相关的术语还包括 propathos（本能反应） 和 eupathos（斯多葛式圣徒的标志）。eupatheia 的意思是从正确判断中产生的感觉，正如激情状态下从错误判断中产生的感觉。斯多葛派认为，人们可透过 Apatheia（直译：「无激情」）而免于苦难，达成内心的平静。心灵的内在平和应当被理解为：作为客观之物，或拥有“明晰的判断”，保持镇静，不受外物悲喜所动。
对斯多葛主义而言，理智意味着使用逻辑，理解自然进程，也即内在于万物的逻各斯或普遍理智。依据理智与德性，即服从宇宙的神圣秩序，认识所有人类的共同理性与本质价值。
斯多葛派主张的四种枢德（阿睿提）源自柏拉图（《理想国》第四卷）：
- 智慧
- 勇气
- 正义
- 節制

接续苏格拉底的理论，斯多葛派认为不幸和恶都来自人类对自然理智的无知。假如某人不善，那是因为他不理解自己的普遍理智。因此，对于不幸和恶的解决办法就是实践斯多葛哲学：探究自身决断和行为与普遍的自然理智之间的差异。
斯多葛派认为，当智者处于无法实践德性的境地时，自杀是可接受的。普鲁塔克指出，接受暴政也即意味着违背小加图提出的作为斯多葛主义者的自我一致性，并无可避免的损害作出道德决断的自由。当某人陷入极端痛苦或身患绝症，自杀是可接受的，但在其它情况下，自杀被视为个人拒绝承担社会责任。

## 评价

### 正面
关于斯多葛主义有许多正面的评论，无论是来自古代还是现代。斯多葛主义是一种哲学，教导我们如何通过专注于我们所能控制的事物并接受我们所不能控制的事物来生活得更美好、更快乐。斯多葛主义的一些益处有：
- 它通过培养主动性和责任感来帮助我们应对挑战和不确定性。
- 它帮助我们培养诸如智慧、勇气、自控和正义等美德，这些都是个人快乐和道德生活所必需的。
- 它帮助我们减少诸如愤怒、恐惧和焦虑等负面情绪，并增强诸如喜悦、感恩和爱等正面情绪。
- 它帮助我们欣赏当下的时刻，并在我们的行动中找到意义和目的。

斯多葛主义不是一种僵化或教条的体系，而是一种可以根据不同情境和背景进行灵活调整和实践的指导方针。它也与其它旨在提高我们心理健康和幸福的实践相容，例如正念、认知行为疗法和正面心理学。斯多葛主义不是少数几个人的哲学，而是为每一个想要过上更美好生活的人准备的。

### 负面
斯多葛主义提供了很好的心理建议，但也有缺陷。伯特兰·罗素以马可·奥里略为斯多葛哲学的杰出代表，指出斯多葛伦理学中包含“酸葡萄心理”的成分。“我们或许不能变得快乐，但我们可以变得善良；因此，让我们假装，只要我们保持善良，快乐就不再是问题。”他发现了马可·奥里略的《沉思录》中存在矛盾和不一致，将其视为“疲惫时代”的证据，认为“即使真正的商品也失去了味道”。 

## 斯多葛主義者
- 季蒂昂的芝诺 (332–262 BC), 斯多葛学派创立者
- 阿里斯顿 (fl. 260 BC), 芝诺的学生;
- 迦克墩的艾里魯斯（英语：Herillus） (fl. 3rd century BC)
- 克里安西斯 (330–232 BC), 继芝诺之后的斯多葛学派领袖
- 克律西波斯 (280–204 BC), 斯多葛学派第三代领袖
- 巴比伦的第欧根尼（英语：Diogenes of Babylon） (230–150 BC)
- 塔爾蘇斯的安提帕特（英语：Antipater of Tarsus） (210–129 BC)
- 帕奈提乌斯 (185–109 BC)
- 阿巴马的波希多尼 (约135–51 BC)
- 狄奥多托斯（英语：Diodotus the Stoic） (约120–59 BC), teacher of Cicero
- 小加图 (94–46 BC)
- 塞內卡 (4 BC – 65 AD)
- 莫索尼乌斯·鲁弗斯 (1st century AD)
- 鲁贝柳斯·普劳图斯（英语：Rubellius Plautus） (33–62 AD)
- 普布利乌斯·克洛狄乌斯·特拉塞亚·帕埃图斯 (1st century AD)
- 卢修斯·安纳乌斯·科努图斯（英语：Lucius Annaeus Cornutus） (1st century AD)
- 愛比克泰德 (55–135 AD)
- 希罗克勒斯 (斯多葛哲学家)（英语：Hierocles (Stoic)） (2nd century AD)
- 馬爾庫斯·奧列里烏斯 (121–180 AD)

### 脚注
1. ↑  Sharpe, Matthew. "Stoic Virtue Ethics （页面存档备份，存于）." Handbook of Virtue Ethics, 2013, 28–41.
2. ↑  John Sellars. Stoicism, 2006, p. 32.
3. ↑  . . （原始内容存档于2019-05-04） –plato.stanford.edu.
4. ↑  Becker, Lawrence C. . Princeton: Princeton University Press. 2001  [2022-09-14]. ISBN 978-1400822447. （原始内容存档于2023-07-08）.
5. ↑  Robertson, Donald. . Great Britain: John Murray. 2018.
6. ↑  . merriam-webster.com. Merriam-Webster. （原始内容存档于2009-04-22）.
7. ↑  Williamson, D. . Palgrave Macmillan US. 1 April 2015: 17. ISBN 978-1137498106.
8. ↑  Robertson, Donald (2018). Stoicism and the Art of Happiness. Great Britain: John Murray.
9. ↑  . BuildTheFire.com. 9 February 2016  [2016-06-22]. （原始内容存档于2016-05-01） （美国英语）.
10. ↑  Harper, Douglas. . etymonline.com, Online Etymology Dictionary. November 2001  [2006-09-02]. （原始内容存档于2016-11-19）.
11. ↑  Baltzly, Dirk. . . 13 December 2004  [2006-09-02]. （原始内容存档于2019-05-04）.
12. ↑  Becker, Lawrence. . New York: Routledge. 2003: 27. ISBN 978-0415968256.
13. ↑  A.A.Long, Hellenistic Philosophy, p. 115.
14. ↑  Amos, H. . Chester Springs: Dufour Editions. 1982. ISBN 978-0802312754. OCLC 9048254.
15. ↑  羅素（Bertrand Russell）. . . 翼報.   [2014-11-02]. （原始内容存档于2020-04-10） （中文（繁體））.
16. 1 2  黃正謙. . 香港: 中華書局【香港】有限公司. 2012  [2014-11-10]. ISBN 9789888148615. （原始内容存档于2014-11-10） （中文（繁體））.
17. ↑  Gilbert Murray, The Stoic Philosophy (1915), p. 25. In Bertrand Russell, A History of Western Philosophy (1946).
18. 1 2  Russell 1945，第254頁.
19. 1 2  Russell 1945，第264頁.
20. ↑  Russell 1945，第253頁.
21. ↑  寧, 丁 福. . NTU Philosophical Review. 2013-10-01, (46)  [2022-09-15]. （原始内容存档于2022-09-15） （英语）.
22. 1 2  丁福寧. . 《國立台灣大學哲學論評》. 2013, 46: 1–52  [2014-11-02]. （原始内容存档于2020-10-01） （中文（繁體））.
23. ↑  余英時. . 台北: 聯經出版事業股份有限公司. 2014  [2014-11-08]. ISBN 957084325X. （原始内容存档于2021-11-10） （中文（繁體））.
24. 1 2  Bobzien, Susanne. . Zalta, Edward N.  (编).  Summer 2020. Metaphysics Research Lab, Stanford University. 2020  [2022-09-15]. （原始内容存档于2022-03-26）.
25. 1 2 3  Aurelius, Marcus. . 由何, 怀宏翻译. 北京: 北京时代华文书局. 2017. ISBN 978-7-5699-1745-1. OCLC 1050898574.
26. ↑  Jacques Brunschwig, Stoic Metaphysics in The Cambridge Companion to Stoics, ed. B. Inwood, Cambridge, 2006, pp. 206–32
27. ↑  Sextus Empiricus, Adversus Mathematicos 10.218. (chronos, topos, kenon, lekton)
28. ↑  Marcelo D. Boeri, The Stoics on Bodies and Incorporeals, The Review of Metaphysics, Vol. 54, No. 4 (Jun., 2001), pp. 723–52
29. ↑  Laertius, Diogenes. . . DigiCat. 2022-09-04  [2022-09-16]. （原始内容存档于2022-09-21） （英语）.
30. 1 2 3  Brenk, Frederick. . . SCS/AIA Annual Meeting 75. Philadelphia: Society for Classical Studies (University of Pennsylvania). January 2016  [14 October 2020]. （原始内容存档于6 May 2017）. 历史学者通常称其为“神圣者”或“超自然者”，而非仅仅是“神”。……斯多葛主义者相信神等同于宇宙的“逻各斯”或“hegemonikon”（因由，或首要原则），他们轻视希腊传统诸神，认为诸神会在定期降临的宇宙灾火中覆灭。不过，面对这个自然之神，斯多葛主义者们并未实践传统的崇拜仪式。中期与晚期的柏拉图主义所称的至高之神，在哲学意义上等同于斯多葛主义的自然神，而不是以往信奉的诸神。并且柏拉图主义者也和斯多葛主义者类似，没有对这个至高之神进行宗教崇拜。
31. ↑  Karamanolis, George E. . . Ancient Philosophies 1st. New York and London: Routledge. 2013: 151  [2022-09-17]. ISBN 978-1844655670. （原始内容存档于2023-07-08）.
32. ↑  塞内卡, 《书信集》, lxv. 2.
33. ↑  马可·奥勒留, 《沉思录》, 卷四 21
34. ↑  Michael Lapidge, Stoic Cosmology, in: John M. Rist, The Stoics, Cambridge University Press, 1978, pp. 182–83.
35. ↑  Tripolitis, A., Religions of the Hellenistic-Roman Age, pp. 37–38. Wm. B. Eerdmans Publishing.
36. ↑  John Sellars, Stoicism, Routledge, 2014, pp. 84–85: "（斯多葛派）常被描绘为首个唯名论者，它拒绝宇宙中的一切概念……对克律西波斯而言，没有什么普遍实体，不论是柏拉图式的理型或其它形式都不存在。".
37. ↑  .   [2022-09-18]. （原始内容存档于2022-03-09）.
38. ↑  Graver, Margaret. . Chicago: University of Chicago Press. 2009. ISBN 978-0226305585. OCLC 430497127.
39. ↑  . Merriam-Webster. Encyclopædia Britannica.   [29 January 2011]. （原始内容存档于2022-08-22）.
40. ↑  Seddon, Keith. . New York: Routledge. 2005: 217. ISBN 978-0415324519. OCLC 469313282.
41. 1 2  Don E. Marietta, (1998), Introduction to ancient philosophy, pp. 153–54. Sharpe
42. ↑  Zadorojnyi, Alexei V. . The Classical Quarterly. 2007-05, 57 (1)  [2022-09-19]. ISSN 1471-6844. doi:10.1017/S0009838807000195. （原始内容存档于2022-09-21） （英语）.
43. ↑  Irvine, William B. . Oxford University Press. 2008-11-04  [2022-09-19]. ISBN 978-0-19-979262-7. （原始内容存档于2022-09-20） （英语）.
44. ↑  Murray, Gilbert.  3rd. Dover Publications. 2002: 168–169 [1912]. ISBN 978-0486425009.

### 书籍
- Russell, Bertrand. . 1945.
- Aurelius, Marcus. . 由何, 怀宏翻译. 北京: 北京时代华文书局. 2017. ISBN 978-7-5699-1745-1. OCLC 1050898574.

## 延伸阅读

### 原著
- A. A. Long and D. N. Sedley, The Hellenistic Philosophers Cambridge: Cambridge University Press, 1987.
- Inwood, Brad & Gerson Lloyd P. (eds.) The Stoics Reader: Selected Writings and Testimonia Indianapolis: Hackett 2008.
- Long, George Enchiridion by Epictetus, Prometheus Books, Reprint Edition, January 1955.
- Gill C. Epictetus, The Discourses, Everyman 1995.
- Irvine, William, A Guide to the Good Life: The Ancient Art of Stoic Joy (Oxford: Oxford University Press, 2008) ISBN 978-0195374612
- Hadas, Moses (ed.), Essential Works of Stoicism, Bantam Books 1961.
- Harvard University Press Epictetus Discourses Books 1 and 2, Loeb Classical Library Nr. 131, June 1925.
- Harvard University Press Epictetus Discourses Books 3 and 4, Loeb Classical Library Nr. 218, June 1928.
- Long, George, Discourses of Epictetus, Kessinger Publishing, January 2004.
- Lucius Annaeus Seneca the Younger (transl. Robin Campbell), Letters from a Stoic: Epistulae Morales Ad Lucilium (1969, reprint 2004) ISBN 0140442103
- Marcus Aurelius, Meditations, translated by Maxwell Staniforth; ISBN 0140441409, or translated by Gregory Hays; ISBN 0679642609. Also Available on wikisource translated by various translators
- Oates, Whitney Jennings, The Stoic and Epicurean Philosophers, The Complete Extant Writings of Epicurus, Epictetus, Lucretius and Marcus Aurelius, Random House, 9th printing 1940.

### 相关研究
- Bakalis, Nikolaos, Handbook of Greek Philosophy: From Thales to the Stoics. Analysis and Fragments, Trafford Publishing, 2005, ISBN 1412048435
- Becker, Lawrence C., A New Stoicism (Princeton: Princeton Univ. Press, 1998) ISBN 0691016607
- Brennan, Tad, The Stoic Life (Oxford: Oxford University Press, 2005; paperback 2006)
- Brooke, Christopher. Philosophic Pride: Stoicism and Political Thought from Lipsius to Rousseau (Princeton UP, 2012) excerpts （页面存档备份，存于）
- Hall, Ron, Secundum Naturam (According to Nature). Stoic Therapy, LLC, 2021.
- Inwood, Brad (ed.), The Cambridge Companion to The Stoics (Cambridge: Cambridge University Press, 2003)
- Lachs, John, Stoic Pragmatism (Indiana University Press, 2012) ISBN 0253223768
- Long, A. A., Stoic Studies (Cambridge University Press, 1996; repr. University of California Press, 2001) ISBN 0520229746
- Robertson, Donald, The Philosophy of Cognitive-Behavioral Therapy: Stoicism as Rational and Cognitive Psychotherapy (London: Karnac, 2010) ISBN 978-1855757561
- Robertson, Donald, How to Think Like a Roman Emperor: The Stoic Philosophy of Marcus Aurelius. 'New York: St. Martin's Press, 2019.
- Sellars, John, Stoicism (Berkeley: University of California Press, 2006) ISBN 1844650537
- Stephens, William O., Stoic Ethics: Epictetus and Happiness as Freedom (London: Continuum, 2007) ISBN 0826496083
- Strange, Steven (ed.), Stoicism: Traditions and Transformations (Cambridge: Cambridge Univ. Press, 2004) ISBN 0521827094
- Zeller, Eduard; Reichel, Oswald J., The Stoics, Epicureans and Sceptics, Longmans, Green, and Co., 1892